# Love and War (låt)
"Love and War" är en låt framförd av den amerikanska artisten Tamar Braxton, skriven av henne själv, LaShawn Daniels och Makeba Riddick. Musiken skapades av den amerikanska kompositören DJ Camper. Låten är en ballad som består av stråkinstrument och piano. "Love and War" handlar om upp- och nedgångarna i en kärleksrelation och ger en dramatisk beskrivning av hur framföraren bråkar med sin partner. Låten gavs ut som huvudsingeln från Braxtons andra studioalbum med samma namn den 6 december 2012. "Love and War" blev Braxtons första singel utgiven under Epic och Streamline Records.
Braxtons första officiella singel på tretton år ansågs bli hennes genombrottssingel. Första veckan efter utgivning hade låten sålts i 84.000 exemplar. "Love and War" debuterade på plats 57 på USA:s singellista Billboard Hot 100. Den misslyckades att ta sig högre utan hade istället större framgångar på förgreningslistorna. Låten märkte Braxtons första topp-tjugo notering på Hot R&B/Hip-Hop Songs och blev en topp-tio hit på listan R&B Songs. Den var särskilt framgångsrik på amerikansk Urban AC-radio där den tillbringade över tjugotre veckor, varav sju som etta. 
Musikkritiker bemötte kompositionen med övervägande positiv kritik medan Braxtons röst och sångframförande genererade jämförelser med systern Toni Braxton och Mariah Carey. Vid den amerikanska prisceremonin BET Awards 2013 bidrog "Love and War" till nomineringar i kategorierna "Best Female R&B Artist" och "Centric Award". Braxton förlorade den förstnämnda till artisten Rihanna men vann den andra. Den officiella musikvideon till singeln filmades i Hollywood Hills och Malibu, USA, i början av januari 2013. Den svart-vita videon regisserades av Azami och hade premiär på BET:s 106 & Park den 17 januari 2013. 

## Bakgrund

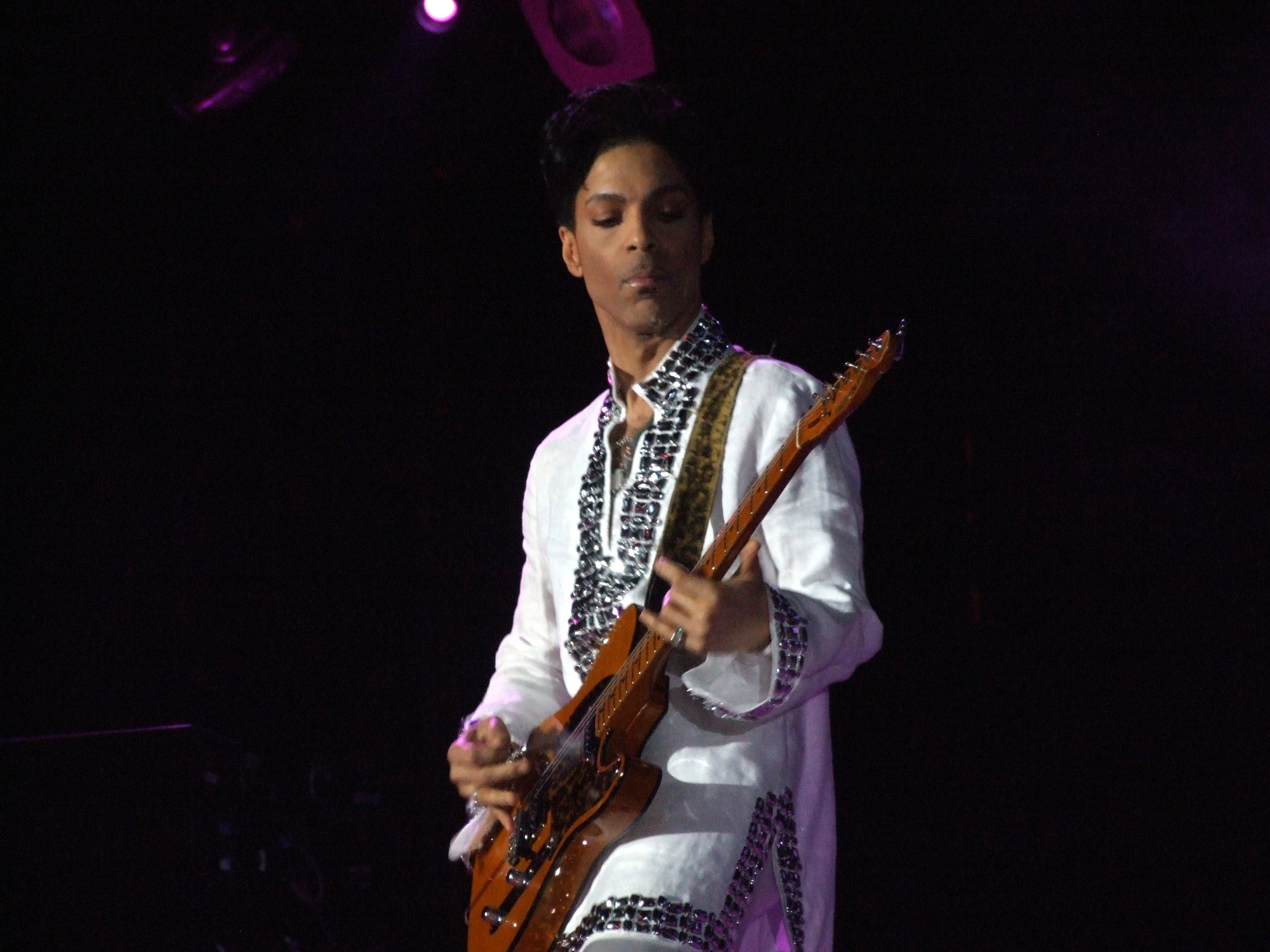
Under 00-talet blev artisten Prince mentor åt Braxton. Deras samarbete ledde dessvärre inte till något album.

Tamar Braxtons inträde i musikbranschen blev med hennes fyra äldre systrar Trina, Towanda, Traci och Toni som gjorde sig kända som "The Braxtons" under sena 1980-talet. 1996 släpptes deras första album under namnet So Many Ways. Framgångarna var mediokra och systrarna beslutade sig snart för att satsa på varsina soloprojekt. År 2000 släpptes Braxtons självbetitlade debutalbum via DreamWorks Records. Framgångarna uteblev återigen och debutsingeln "Get None" och uppföljaren "If You Don't Wanna Love Me" misslyckades båda att ta sig upp över topp-femtio på amerikanska R&B-listan. Efter att ha gått ut skolan (University of Southern California) påbörjade Tamar Braxton arbetet på en uppföljare till debuten. 
2004 skrev hon på för Casablanca Records och gav ut singeln "I'm Leaving". Låten misslyckades dessvärre att ta sig in på några singellistor och sångerskan lämnade därefter bolaget. Följande år anställdes hon av musikern Prince som sångare till hans band. Hon spelade även i bakgrundssång på sin äldre syster Toni Braxtons studioalbum Snowflakes (2001), More Than a Woman (2002) och Libra (2005). Prince kom att bli Tamar Braxtons mentor och gav henne ett skivkontrakt med Universal Republic. Samarbetet ledde dessvärre aldrig till något utgivningsdatum. I september år 2012 inledde hon ett samarbete med maken Vincent Herberts Streamline Records som ägdes av skivbolaget Interscope Records. Den 8 mars 2013 avslöjade Madame Noire att Braxton skrivit på för L.A. Reids Epic Records.

## Produktion
"Love and War" hade premiär på Braxtons realityserie Tamar & Vince och släpptes därefter officiellt den 6 december 2012. Låten gavs ut som huvudsingeln från Braxtons andra studioalbum med samma namn. "Love and War" är en ballad som drivs av piano och stråkinstrument. Den pågår i fyra minuter och en sekund. Låten skrevs av Braxton, LaShawn Daniels och Makeba Riddick och komponerades av DJ Camper. Den spelades in och ljudmixades av Mike Donaldson vid Muse Studios i North Hollywood, Kalifornien. Låttexten handlar om upp- och nedgångarna i ett äktenskap och beskrevs som väldigt personlig av Braxton. Refrängen innehåller meningarna: "We stay on the front lines/But we're still here after the bomb drops". Under låtens klimax använder sångaren sin falsett och sjunger: "We go so hard we lose control/The fire starts then we explode/When the smoke clears we dry our tears/Only in love and war". I en intervju förklarade Braxton: "'Love and War' är min första låt som verkligen reflekterat vem jag är." Hon fortsatte att berätta: "En natt i studion klickade allt. Jag hittade soundet som jag letat efter inom mig själv under flera år. Sången bara flödade ur mig."
"Jag hoppades att 'Hot Sugar' skulle bli den första singeln. Det är roligt för min syster Toni [Braxton] hatade 'Un-Break My Heart' och hon hatade 'Seven Whole Days'. Missförstå mig inte, jag älskar 'Love and War' för att den handlar om mitt liv men den är den låten som jag tycker minst om på mitt album. Men jag hade hellre velat dansa och inte tänka på det." 

I en intervju med tidsskiften Essence Magazine avsöljade Braxton att hon till en början velat ge ut albumspåret "Hot Sugar" som skivans första singel. I intervjun sa hon: "Efter allt som jag och Vincent har varit med om i år och allt som vi gick igenom i vårt äktenskap så var den här låten mer passande." Hon förklarade: "Jag har varit kär tidigare och jag har fått mina känslor sårade tidigare men jag har aldrig känt passion som nu när jag är med Vincent." Hon tillade: "Jag har aldrig grälat så mycket med en person tidigare och jag har aldrig upplevt en sån här kärlek. Det är vad låten handlar om."
Artisten Lady Gaga, som erbjöds ett skivkontrakt av Braxtons bästa vän, marknadsförde singeln via den sociala nätverkstjänsten Twitter till 31 miljoner följare. VH1-skribenten Bené Viera kommenterade att: "Gaga är som familj för Tamar och Vincent" och att det var "väldigt rart av henne att använda sin super-berömmelse för att visa Tamar kärlek."

## Mottagande

### Kritikers respons
| Musikkritiker ansåg att Tamar Braxtons sångröst påminde om både Mariah Carey (t.h) och Toni Braxton. |  | Musikkritiker ansåg att Tamar Braxtons sångröst påminde om både Mariah Carey (t.h) och Toni Braxton. |
| Musikkritiker ansåg att Tamar Braxtons sångröst påminde om både Mariah Carey (t.h) och Toni Braxton. |  | |

"Love and War" mottog övervägande positiv kritik från musikrecensenter. Rick Florino vid Artistdirect beskrev låten som en "kraftfull och passionerad portion soul-pop" vilken visade sångarens "imponerande och skrämmande röstomfång". I recensionen fortsatte Florino att hylla Braxtons sång och skrev att hon "tar varje ton med total kontroll" på den "oförglömliga refrängen" och "lyfter låten till höjder där musik ligger på gränsen till kärlek och krig". Även VH1-skribenten Bené Viera prisade Braxtons sångröst och beskrev balladen som "soul-fylld" och ansåg att: "Tamars röst svänger från systern Tonis djupa toner till perfekt alt/sopran." Webbplatsen The Lava Lizard ansåg att "Love and War" gav prov på Braxtons sångtalang. Skribenten skrev: "Tamar är uppenbarligen ett stort fan av Mariah Carey för 'Love and War' är en kombination av deras sångstilar över taktslag som påminner mycket om Noah ’40′ Shebibs arbeten. Hursomhelst är det här väl genomtänkt och ger prov på något större än Tamars personlighet - hennes röst."
Tha Feedback ansåg att låten var "identisk" med Keyshia Coles "Trust and Believe" som också komponerades av DJ Camper. Recensenten skrev att: "låten känns ofärdig och framjäktad" och att den skulle ha behövt "lite mera arbete". Webbplatsen avslutade med att prisa sångarens röst: "Tamar är sopran-versionen av Toni Braxton. De har samma ton och uttal vilket hörs tydligt på den här låten." Rap-Up var positivare och skrev: "Tonis yngre syster ger prov på en kraftfull sångröst i den nya singeln 'Love and War' och bevisar samtidigt att det finns plats för en till Braxton på topplistorna." Bloggaren Necole Bitchie skrev: "Reality-stjärnan Tamar Braxton har pratat om att ge ut ny musik under en lång tid. Efter tre säsonger av WEtv:s Braxton Family Values och en säsong av spin-off serien Tamar and Vince började man undra om det var 'mycket snack och lite verkstad'. Igår hade hennes nya singel 'Love and War' premiär och den var definitivt värd att vänta på. Det är en vacker ballad om en turbulent tid i ett förhållande."
That Grape Juice var också positiva till låten och skrev: "Vi är extatiska över att Tamar försetts med vuxet och sexigt material. Material som hjälper till att balansera ut hennes enorma personlighet. Annars älskar vi den och förstår att den passar utmärkt till TV. Om hennes topp-agenda är att bli tagen på allvar skulle musik som speglar hennes personlighet inte fungera. Som tur är skiner Tamar på huvudsingeln och tvingar folk att respektera hennes talang. Att låten är brännhet hjälper naturligtvis till." Soul Bounce beskrev låten som "melodramatisk" och "chockerande bra". Recensenten avslutade sin recension med att skriva: "Om det här är en indikation på vilken musik Tamar kommer att ge ut, så kommer hon garanterat hålla i flera Grammys ett år från nu."

### Kommersiell prestation
Några timmar efter utgivningen av "Love and War" nådde den förstaplatsen på iTunes. Försäljningen första veckan efter utgivningen beräknades till 84.000 exemplar. Låten debuterade därmed på tredjeplatsen på Billboards R&B/Hip-Hop Digital Songs och fick utmärkelsen "Hot Shot Debut" när den samtidigt intog Billboard Hot 100 på plats 57. Singeln blev Braxtons andra notering på den sistnämnda listan efter "If You Don't Wanna Love Me" som nådde plats 89 år 2000. "Love and War" blev Braxtons första topp-tjugo notering på Hot R&B/Hip-Hop Songs, hennes första topp-tio hit på R&B Songs samt första listetta på Heatseekers Songs. Veckan efter föll singeln till plats 97 på Hot 100 men klättrade veckorna efter till plats 71. "Love and War" nådde sjätteplatsen på iTunes R&B-lista i Storbritannien den 7 december 2012.
Utöver försäljningslistorna blev låten en radiohit som tillbringade över tjugotre veckor på den nationella topplistan över Urban Adult Contemporary. "Love and War" låg sju veckor som etta på listan. Vid den amerikanska prisceremonin BET Awards 2013 bidrog "Love and War" till nomineringar i kategorierna "Best Female R&B Artist" och "Centric Award". Braxton förlorade den förstnämnda till artisten Rihanna men vann den andra. I en intervju sa hon: "'Love and War' är uppenbarligen en låt som är väldigt personlig och nära mig i hjärtat. Det är en heder att få ta emot en Centric Award för min första singel från min BET-familj." Vid The Soul Train Awards 2013 nominerades låten även i kategorierna "Song of the Year" och "The Ashford and Simpson Songwriter's Award". Fram till mars 2013 hade "Love and War" sålts i 90.000 exemplar.

## Liveframträdanden
Under marknadsföringsturnéen till "Love and War" utvecklade Tamar Braxton sina liveframträdanden. De första beskrevs som "skakiga" och "instabila" av några recensenter medan de senare mottog positivare kritik. Hon sjöng "Love and War" för första gången live vid en förhandsspelning av sångarens album den 7 december 2012. Uppträdandet följdes av albumspåren "Watching Me", "The One" och "Hot Sugar". Spelningen fick positiv kritik och visades i ett avsnitt av realityserien Tamar & Vince. Det första TV-sända uppträdandet var vid The Wendy Williams Show den 11 december 2012. Uppträdandet fick positiv kritik. Bloggaren Necole Bitchie ansåg att det var sångarens tid att "glänsa" medan Rolling Out Magazine skrev att hon gav ett "oöverträffligt" framträdande. Shamika Sanders vid tidskriften Hello Beautiful gav också positiv kritik. Sanders skrev: "Den yngsta Braxton-systern klev upp på scen och sjöng den vackra balladen. Med maken/managern Vince och Wendy Williams i publiken fick Tamar stående ovationer för sin otroliga tolkning. Som om inte sången räckte såg hon samtidigt snygg ut."
Den 13 december besökte hon The Couch på TV-kanalen CBS. Braxton framförde låten avslappnat, sittande på en stol. Toyaz World ansåg att uppträdandet vid The Wendy Williams Show var halvtaskigt men hyllade istället den senare spelningen. "Trots att hon sjöng i lägre tonart golvade hon oss fullkomligt." Braxton gjorde ett liknande uppträdande den 19 september när hon gästade Good Morning America. Internetbloggen The Lava Lizard ansåg att uppträdandet var bra till skillnad från de tidigare spelningarna. Vid utgivningen av albumet den 3 september 2013 besökte Braxton Good Morning America för andra gångne och framförde en förkortad version av låten tillsammans med singeln "The One" och "All the Way Home".

## Musikvideo

### Bakgrund
I december 2012 släpptes en video som visar Braxton bära flera olika klädesplagg under flera olika fotograferingar. Videon, som regisserades av Walid Azami, gavs ut till sångarens fans och för att marknadsföra "Love and War". Den officiella musikvideon till singeln filmades i Hollywood Hills och Malibu, USA, i början av januari 2013. De första bilderna från inspelningen läckte ut på internet den 5 januari samma år. Videon, filmad i svart-vitt, regisserades av Azami och hade premiär på BET:s 106 & Park den 17 januari 2013.
| ”                              | Videons koncept bygger på att vara sårbar och att vara sexig. Den handlar om att vara i en relation där man försöker komma underfund med hur man ska få det att fungera. Jag har på mig en väldigt enkel, väldigt dyr tröja. Jag uppehåller mig i huset och senare hamnar jag i bråk med min man. Den är väldigt berättande. Vi använder låttexten som mall. | „ |
| – Tamar i en intervju år 2012. | |   |

### Handling

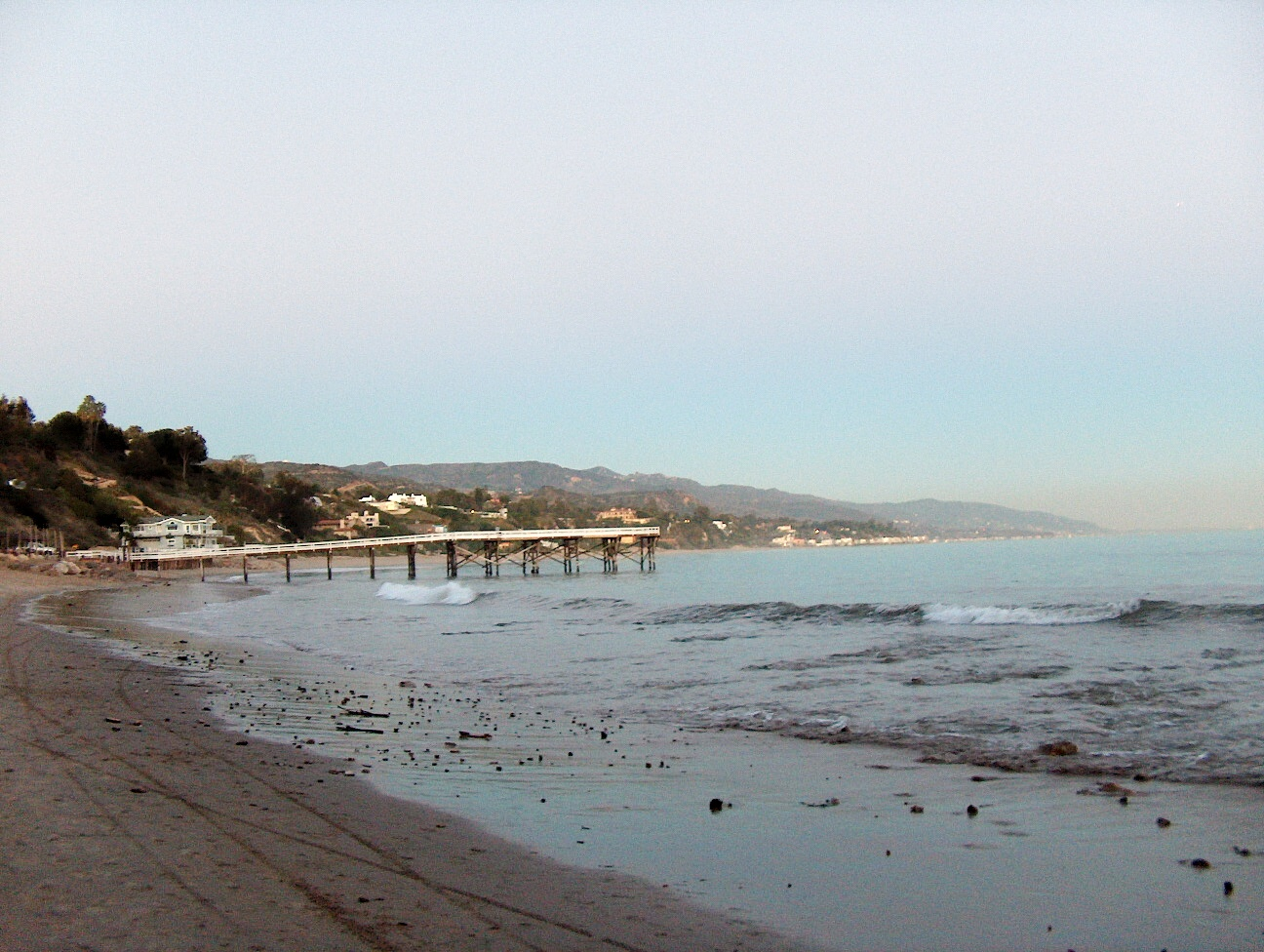
Malibu, Kalifornien, var en av platserna där videon utspelade sig.

I en intervju med Rap-Up berättade Braxton om videons handling: "Den handlar om mig och min man som är hemma och försöker komma på vad som är fel i vår relation. Varför den är så fylld av bråk. Vi är djupt förälskade och vi vill komma fram till en lösning. Samtidigt kan vi inte ignorera allt vi gått igenom. Videon är passionerad, den är mjuk, den är sexig och den är söt." I videons första sekvenser syns Braxton sitta i ett badkar, leka med sin man på stranden och gräla med honom i ett hus. Sångaren framför de första verserna framför ett fönster medan andra scener visar hur bråket eskalerar. Braxton kastar vinglas samtidigt som mannen packar en väska och lämnar huset. Samtidigt, i andra sekvenser, befinner sig paret på stranden där de stänker vatten och skrattar tillsammans. Under låtens klimax rör sångaren händerna i håret och poserar förföriskt framför klippor på stranden. Under videons gång visas aldrig ansiktet på mannen. I en intervju förklarade Braxton att hon ville att tittaren skulle kunna känna igen sig och identifiera sin älskare som mannen.

### Mottagande
Efter premiären av videon mottog den positiv respons från media. Webbplatsen They BF skrev: "I den Walid Azami-regisserade videon befinner sig Tamar i ett badkar, i hennes sovrum, i köket och senare också på stranden. Under sekvenserna får tittaren följa med på en känsloladdad bergochdalbana." The Lava Lizard kritiserade videon för att vara för lik Mariah Careys "H.A.T.E.U.". Recensenten skrev: "Braxton leker på stranden, under sekvenser som visar framförarens ångest poserar hon vid en klippa och har till och med samma hårfärg som Carey. Den enda egentliga skillnaden mellan denna och "H.A.T.E.U."-videon är att Braxtons version filmades i svart-vitt och att hennes klänningar är fyra storlekar mindre än sin idol." Essence Magazine noterade att: "den svart-vita videon är dramatisk - precis som låten och låttexten." Hello Beautiful beskrev videon som "imponerande" och "intim".
Krystal Holmes vid Vibe Magazine skrev: "Tamar Braxton har äntligen gett ut visualerna till sin låt 'Love and War' och den osar enkelhet och romantik. Realitystjärnan besökte BET:s 106 and Park för att debutera den svart-vita Walid Azami-regisserade videon. Tamar sjöng sin ballad på en sandig strand och i ett hus i Hollywood Hills. Hon ackompanjerades av en siluett av en vältränad man. Den yngsta Braxton systern för alla ord i låten till liv." Fram till den 12 april hade videon visats över 4 miljoner gånger på Youtube och toppat 106 & Parks veckolista. Vid The Soul Train Awards 2013 nominerades videon i kategorin "Video of the Year".

## Format och innehållsförteckningar
| 1. | Love and War | 4:01 |

## Medverkande
- Tamar Braxton – huvudsång, låtskrivare
- Mike "Handz" Donaldson – ljudmix
- Darhyl Camper Jr. (DJ Camper) – låtskrivare, producent
- LaShawn Daniels – låtskrivare
- Makeba Riddick – låtskrivare
- Janice Combs – A&R

## Topplistor
| Lista (2012)                          | Topplacering |
| ------------------------------------- | ------------ |
| USA (Billboard Hot 100)               | 57           |
| USA (Billboard Hot R&B/Hip-Hop Songs) | 13           |
| USA (Billboard R&B Songs)             | 5            |